# Sagarika
Die K-15 Sagarika (Sanskrit: सागरिका, Sāgarikā Ozeanisch) ist eine U-Boot-gestützte Kurzstreckenrakete die von Indien entwickelt wurde.

## Überblick
Die K-15 Sagarika wurde in Hyderabad von der DRDO (Defense Research and Development Organization) entworfen. Die Entwicklung geht auf das Jahr 1991 zurück. Erstmals veröffentlicht wurde das Projekt sieben Jahre später unter dem damaligen Indischen Verteidigungsminister George Fernandes. Die ersten Raketen wurden 2001 an die Indischen Seestreitkräfte ausgeliefert. Am 26. Februar 2008 wurde die Rakete am Golf von Bengalen erstmals getestet. Es folgten fünf weitere Tests, darunter drei mit voller Reichweite, die alle erfolgreich verliefen. Am 12. November 2008 wurde eine Silo-gestützte Version entwickelt und getestet, mit dem Namen Shaurya. Die Sagarika-Rakete soll auf dem ersten indischen Atom-U-Boot INS Arihant stationiert werden, das am 26. Juli 2009 vom Stapel lief. Jedes U-Boot der Arihant-Klasse soll in der Lage sein, bis zu 12 dieser Raketen mitführen zu können.